# Яяти
Яяти (санскрит: ययाति) е петият цар от Лунната династия според индуистите. Най-старият му син Яду не се съгласява да отстъпи на своя баща своята младост. От Яду води началото си племето ядави. Другият му син Пуру е родоначалник на пауравите, т.е. на Пандави и Каурави.